# Cellou Dalein Diallo

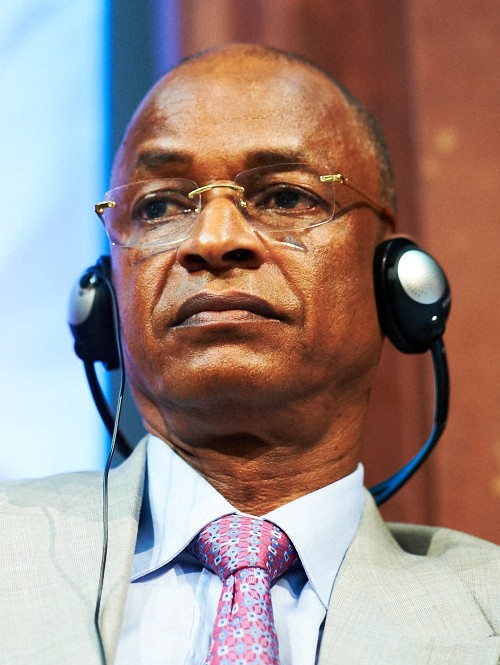
Cellou Dalein Diallo (2011)

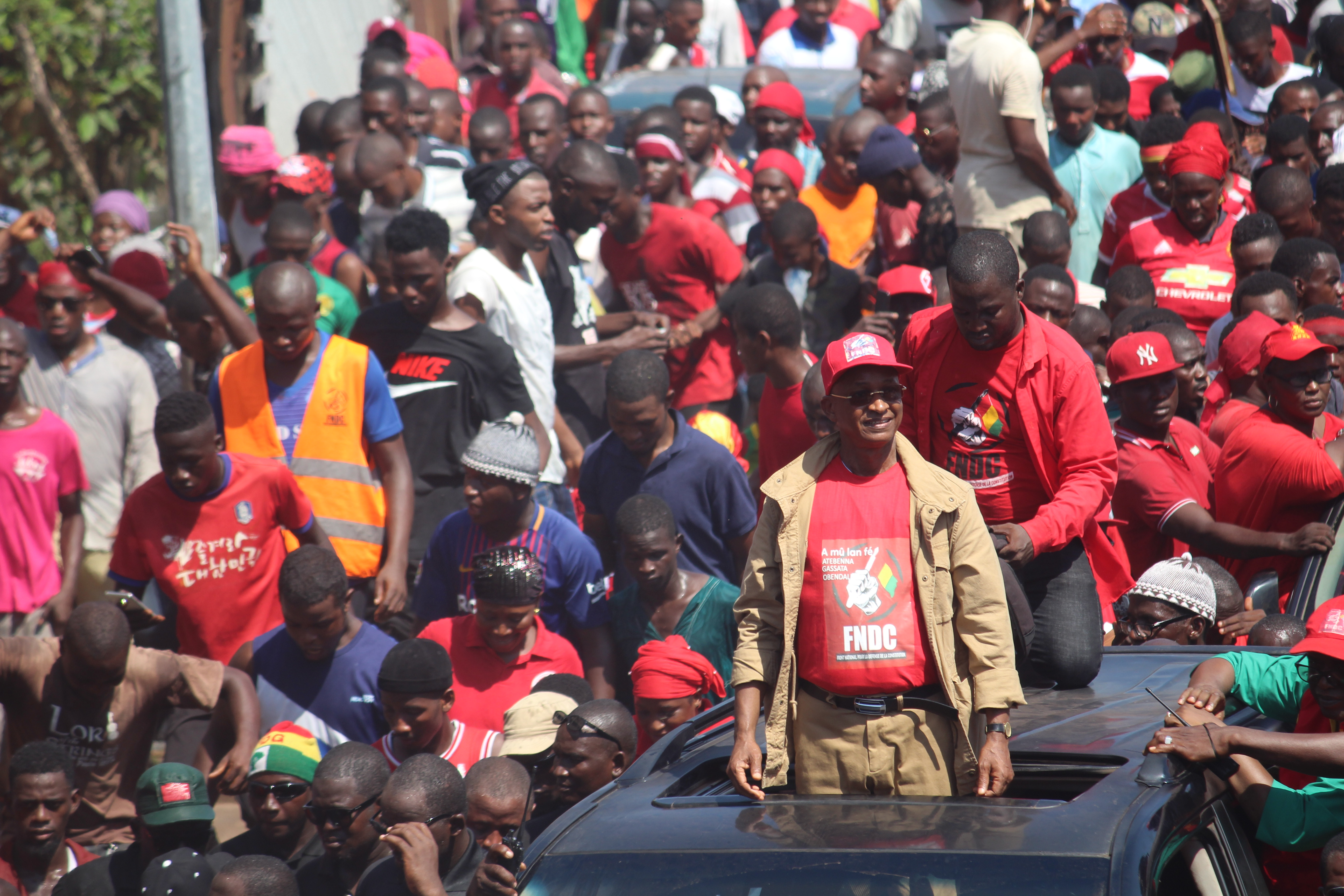
Cellou Dalein Diallo (2019)

Cellou Dalein Diallo (* 3. Februar 1952 in Dalein) war von Dezember 2004 bis April 2006 Premierminister von Guinea. Er kandidierte mehrfach für die Präsidentschaft.

## Politische Laufbahn
Diallo stammt aus Dalein in der Präfektur Labé im Zentrum des Landes. Er studierte Wirtschaft an der Universität der Hauptstadt Conakry und später in Paris. Seit 1976 ist er im Staatsdienst und war von 1985 bis 1995 für die Zentralbank Guineas tätig.
Im Juli 1996 wurde er vom seit 1984 regierenden Präsidenten Lansana Conté in das Kabinett von Premierminister Sidya Touré berufen, der ersten von einem Premierminister angeführten Regierung seit 1984. Er war Minister für Verkehr, Telekommunikation und Tourismus sowie ab 1997 für Verkehr und öffentliche Arbeiten. Seit Februar 2004 war er unter Premierminister François Lonseny Fall Minister für Landwirtschaft und Fischerei. Am 9. Dezember 2004 wurde er zum Premierminister berufen, nachdem Lonseny Fall das Amt bereits im April wieder verlassen hatte und ins Exil gegangen war.
Probleme seiner Amtszeit waren Proteste wegen der schlechten Wirtschaftslage und die hohe Inflationsrate sowie der sich verschlechternde Gesundheitszustand des Präsidenten. Ein kritischer Bericht über ihn führte im November 2005 zur Inhaftierung eines Zeitungsherausgebers. Hintergrund waren Korruptionsvorwürfe, der Premierminister solle von einer Telefongesellschaft im Gegenzug für die Erteilung einer Lizenz Geld angenommen haben. Diallo wurde am 5. April 2006 von Conté aus dem Amt entlassen. Seit 2007 führt er die Partei Union des forces démocratiques de Guinée (UFDG).
2010 gewann er bei der Präsidentschaftswahl im ersten Wahlgang, verlor aber im zweiten Wahlgang gegen Alpha Condé. 2015 erhielt er im ersten Wahlgang die zweitmeisten Stimmen, Condé erreichte aber die absolute Mehrheit und blieb somit Präsident.